# 日清焼そば
『日清焼そば』（にっしんやきそば）は、日清食品が製造・販売する袋麺のインスタント食品及び日清食品チルドが販売する生麺（チルド麺）の商品名で、日清食品ホールディングスの登録商標（第4161597号他）である。

## 調理法（袋麺）
- 1：フライパンに水220ccを入れ、沸騰したら麺を入れ、20秒たったら麺を裏返し、水気を飛ばすように軽くほぐす。
- 2：麺がほぐれて水気がなくなる間際に粉末ソースを加えて混ぜ合わせ、やや強火で軽く炒め、チリチリと音がしたら出来上がり。

※フライ麺のため、油分が水を吸い込んで水気を飛ばすようになっている。
- 3：皿に移し、お好みにより青海苔をふりかける。

※肉や野菜を加える際は、あらかじめ塩・コショウを加えて炒めた物を出来上がりの際に加えるのが基本。面倒な場合には、沸騰したお湯に麺を茹でる前に、キャベツ・もやし・玉ねぎ・ひき肉などを入れて茹であげると、あっさりとした味わいになる。

## ラインアップ
袋麺
- 日清焼そば 100g
- 日清焼そば 100g×5食パック
- 日清焼そば大盛り1.5倍 151g

※過去には「日清焼そば 塩 100g」も販売されていた。
- 日清焼きそば ポックンミョン　韓国風甘辛カルぼ
- 日清焼きそば ポックンミョン 韓国風甘辛チーズ

カップ焼きそば
- 日清ソース焼そばカップ
- 日清ソース焼そばカップ からしマヨネーズ
- 日清塩焼そばカップ マヨネーズ付

チルド麺（販売は日清食品チルド）
- 日清焼そば 3人前
- 日清塩焼そば 3人前
- 日清焼そば 極細 海鮮しお味 3人前

冷凍麺（販売は日清食品冷凍）
- 冷凍 日清焼そば スパイシーソース
- 冷凍 日清焼そば スパイシーソース 大盛り1.5倍

### ヨーロッパ
ヨーロッパ地域では袋麺とカップ麺があり、以下のような様々な味をそろえている。商品名はアルファベットで sobaだが、パッケージに日本語で「日清焼そば」と記されている。
- クラシック
- テリヤキ
- チリ
- カレー
- タイ（2019年時点）
- ヤキトリ（2025年時点）
- ヤキトリ（カップ麺のみ）
- スキヤキ（カップ麺のみ）
- ペキンダック（カップ麺のみ）

## マスコット
2016年、発売から53年目に初のマスコット「ロボットコンロ チリチリ」が誕生した。

## CM出演者
2024年（令和6年）11月現在
- 津田健次郎（2024年11月 - 、ポックンミョン）※Web-CM

過去
- オール阪神・巨人（袋麺「アップルルソース」のみ）
- さまぁ〜ず（カップ麺のみ）
- ボブ・サップ（カップ麺のみ）
- 松坂慶子（2019年5月 - 、「日清の袋麺シリーズ・愛されて三世代篇」のみ出演。日清焼そばのほか、チキンラーメン・出前一丁とCMを共有）
- 深川麻衣（2019年5月 - 、同上）
- 二宮輝生（2019年5月 - 、同上）
- 三宅希空（2019年5月 - 、同上）